# Isolona humbertiana
Isolona humbertiana är en kirimojaväxtart som beskrevs av Jean H.P.A. Ghesquière, Alberto Judice Leote Cavaco och Monique Keraudren. Isolona humbertiana ingår i släktet Isolona och familjen kirimojaväxter. Inga underarter finns listade i Catalogue of Life.